# Ectrosiopsis
Ectrosiopsis (Ohwi) Jansen é um género botânico pertencente à família Poaceae, subfamília Chloridoideae, tribo Eragrostideae.
Suas espécies ocorrem na Australásia, Pacífico e regiões tropicais da Ásia.

## Espécies
- Ectrosiopsis aruensis  Jansen
- Ectrosiopsis curvifolia  Jansen
- Ectrosiopsis lasioclada  (Merr.) Jansen
- Ectrosiopsis subaristata  (Chase) Jansen
- Ectrosiopsis subtriflora  (Ohwi) Ohwi